# Peter Karl Thurwieser

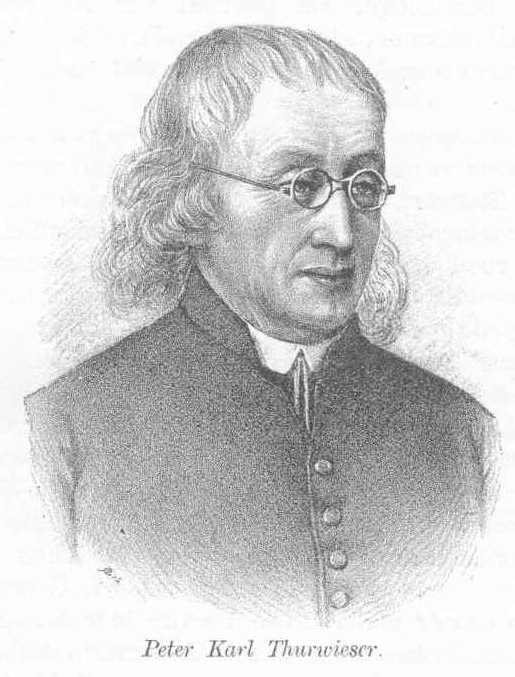

Peter Karl Thurwieser, zeitgenössisch auch Peter Carl Thurwieser (* 30. Mai 1789 in Kramsach, gefürstete Grafschaft Tirol, jedoch kirchlich zum Erzbistum Salzburg gehörig; † 25. Januar 1865 in Salzburg), war ein österreichischer katholischer Geistlicher, Meteorologe und Alpinist. Er arbeitete als Dozent am Salzburger Lyzeum. Außerdem betätigte er sich als Bergsteiger, dem viele Erstbesteigungen in den österreichischen Alpen gelangen, über die er in zahlreichen wissenschaftlichen Veröffentlichungen berichtete. Nach ihm ist die Thurwieserspitze in den westlichen Ortler-Alpen benannt.

## Biografie
Thurwieser war als Kind kränklich und zur Feldarbeit nicht geeignet. Daher durfte er sich seinen geistigen Neigungen widmen, studierte von 1810 bis 1812 Theologie in Salzburg und wurde 1812 zum Priester geweiht. Anschließend war er Hilfspriester in Bergheim und in Siezenheim, bis er 1820 Professor am Lyzeum Salzburg wurde. Ab 1836 war er Kustos der Kollegienkirche. 1865 starb er an den Folgen eines Dachsturzes.

## Bergsteigerische Leistungen
Thurwieser war Erstbesteiger vieler Gipfel in den österreichischen und bayrischen Alpen in einer Zeit, in der Gebirge gemieden wurden, da man sie noch für den Sitz verwunschener Seelen und Hexen hielt. So war er z. B. der erste Tourist auf dem Ankogel, Erstbesteiger von Dachstein und Watzmann-Südspitze, sowie Drittbesteiger des Ortlers. 1826 gelang Thurwieser die erste touristische Besteigung der Ackerlspitze im Wilden Kaiser, sowie die erste nachweisbare Besteigung des Hochkönigs über den heutigen Normalweg vom Arthurhaus über die Übergossene Alm zum Gipfel. Viele Bergregionen wurden von ihm erstmals systematisch erforscht und erschlossen.

## Publikationen
- Die Ersteigung und Messung des Fernerkogels und der Habichtsspitze im Jahre 1836. Wagner, Innsbruck 1840. (Online, PDF)
- Die Ahornspitze im Zillerthale. Erstiegen und gemessen im Jahre 1840. Wagner, Innsbruck 1840.
- Ausgewählte Schriften. Verlag Der Alpenfreund, München [1923].